# 109 별일 다 있네
《109 별일 다 있네》는 2017년 2월 1일부터 2017년 2월 16일까지 네이버TV에서 공개된 SF 웹드라마이다.

## 줄거리
미래에서 온 로봇 'KDI-109'와 '신기원'이 함께 생활하게 되면서 벌어지는 가족 이야기를 다룬 웹드라마이다.

## 등장 인물

### 주요 인물
- 최태준 : KDI-109 역
- 정채연 : 신기원 역
- 김태윤 : 장형범 역
- 조이현 : 신기연 역

### 과학자/연구원
- 이형석 : 정석진 역
- 김용진 : 할리 역
- 이샘 : 베리 역
- 지정우 : 신동철 역

### 신기원의 남매
- 송태우 : 신기한 역
- 박서윤 : 신기은 역

## 회차별 부제
| 회차 | 업로드 일자     | 부제                | 런닝 타임 |
| ---- | --------------- | ------------------- | --------- |
| 1화  | 2017년 2월 1일  | 헬로우, 스트레인저  | 10:31     |
| 2화  | 2017년 2월 2일  | 이것은, 신세계      | 14:14     |
| 3화  | 2017년 2월 8일  | 백수부부의 이중생활 | 13:25     |
| 4화  | 2017년 2월 9일  | 방황하는 아이       | 12:36     |
| 5화  | 2017년 2월 15일 | 대박의 모든 것      | 12:48     |
| 6화  | 2017년 2월 16일 | 미래는 내 손안에    | 17:17     |